# 波多马克军团

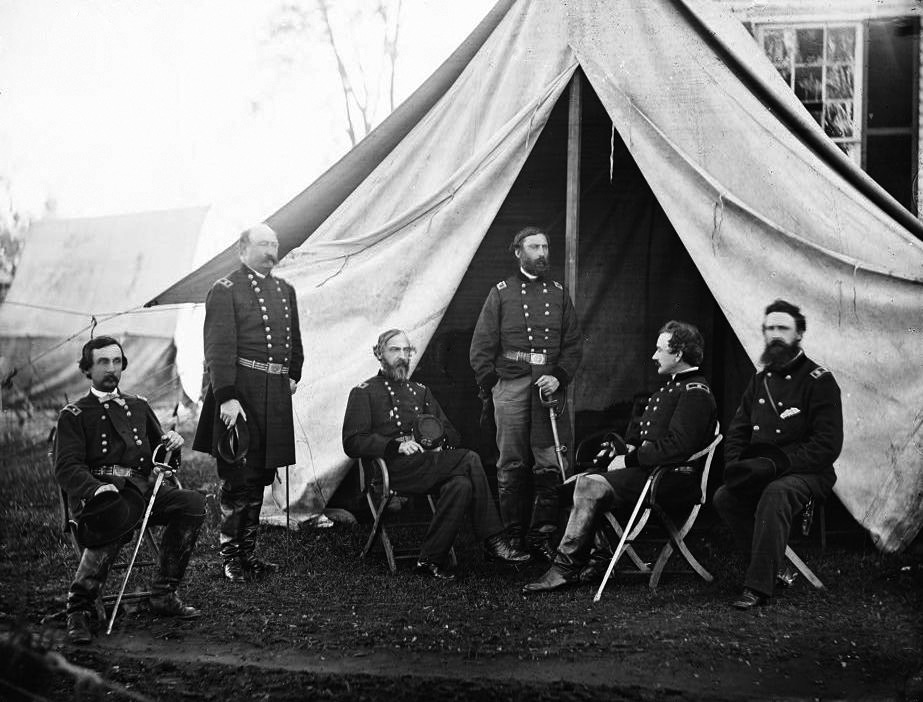
波多馬克軍團的指揮官們於1863年的維吉尼亞州庫爾佩珀合照。從左至右依序為：古弗尼爾·K·沃倫、威廉·H·弗倫奇、喬治·G·米德、亨利·J·杭特、安德魯·A·漢弗萊斯、喬治·塞克斯

波多馬克軍團（英語：Army of the Potomac）是美國南北戰爭東部戰區中聯邦（北軍）的主要軍團。

## 歷史

### 麥克道威（前身）時期
波多馬克軍團制建於1861年，但起始規模只有一個「軍」（Corps）的大小。前身為准將率領的「東北維吉尼亞軍團」（Army of Northeastern Virginia），東北維吉尼亞軍團首次大型作戰第一次牛奔河之役就被南軍擊敗，轉進至華盛頓特區後，喬治·B·麥克萊倫少將顯著改變了這支部隊的架構。

### 麥克萊倫（正式編成）時期
麥克萊倫原本奉派指揮「波多馬克師」（Division of the Potomac），包含麥克道威的東北維吉尼亞部隊與約瑟夫·K·曼斯菲爾德准將的華盛頓部隊。1861年7月26日，麥克萊倫合併了少將的部隊，正式編成「波多馬克軍團」，由東北維吉尼亞、華盛頓、巴爾的摩與雪倫多亞的軍力組成。軍團起始兵力有四個軍，但在半島會戰後，兵力耗減至兩個軍左右。第二次牛奔河之役聯邦約翰·波普的「維吉尼亞軍團」被南軍擊敗，維吉尼亞軍團解散，大多數兵員又併入本軍團。

### 波多馬克軍團與北維吉尼亞軍團
波多馬克軍團一直在東部戰區作戰，主要戰場為維吉尼亞州東部、賓夕凡尼亞州以及馬里蘭州。在內戰結束後，於1865年6月28日解編。
南部邦聯曾有支軍團也稱波多馬克軍團，後改為「北維吉尼亞軍團」，由著名的羅伯特·李將軍率領。北維吉尼亞軍團主要對手就是聯邦波多馬克軍團，兩者在東部戰區鏖戰死鬥，最後北維吉尼亞軍團在阿波麥托克斯之役向波多馬克軍團投降，結束了美國內戰。

## 軍團著名單位
由於鄰近美國一些北部大城，如華盛頓、費城以及紐約，波多馬克軍團比起其他聯邦軍隊受到更多當代媒體的報導，這些報導為軍團中相當數量的單位建立起了名氣。一些個別的旅如愛爾蘭旅、費城旅、第一新澤西旅、佛蒙特旅、威斯康辛黑帽旅（又稱鐵旅），在內戰期間以及戰後廣為公眾所知。

### 軍級單位
林肯總統於1862年3月13日，開始為波多馬克軍團成立軍級（Corps）次屬單位。最初成立的軍為第一軍至第四軍，在半島會戰後麥克萊倫又成立了第五軍及第六軍，這兩個軍由麥克萊倫指派他的心腹將領統率。
因為戰爭其他要求，軍團增減了一些軍級兵力。第四軍在維吉尼亞縮編只維持軍部跟一個師，然後在1862年加入第九軍、第十一軍，1863年建立騎兵軍，在1863年軍團總共有八個軍(七個步兵軍、一個騎兵軍)。後來因為戰損以及移撥兵力至其他部隊，在1864年3月整編為四個軍──第二、第五、第六以及騎兵軍。第九軍在1863年被借撥到西部戰區作戰，後於1864年歸建。騎兵軍有兩個師移撥至雪倫多亞河谷，只剩第二師單獨歸司令米德將軍指揮。

## 歷任司令官
1. 准將，東北維吉尼亞軍團司令，1861年5月27日－7月25日。
2. 喬治·B·麥克萊倫少將，波多馬克師師長、波多馬克軍團司令，1861年7月26日－1862年11月9日。
3. 少將，波多馬克軍團司令，1862年11月9日－1863年1月26日。
4. 少將，波多馬克軍團司令，1863年1月26日－6月28日。
5. 喬治·G·米德少將，波多馬克軍團司令，1863年6月28日－1865年6月28日。

## 主要戰役
| 戰役                 | Campaign                     | 年份          |
| -------------------- | ---------------------------- | ------------- |
| 第一次牛奔河戰役     | First Bull Run Campaign      | 1861年        |
| 半島會戰             | Peninsula Campaign           | 1862年        |
| 七日戰役             | Seven Days Battles           | 1862年        |
| 北維吉尼亞會戰       | Northern Virginia Campaign   | 1862年        |
| 馬里蘭會戰           | Maryland Campaign            | 1862年        |
| 弗雷德里克斯堡戰役   | Fredericksburg Campaign      | 1862年        |
| 錢瑟勒斯維爾戰役     | Chancellorsville Campaign    | 1863年        |
| 蓋茨堡戰役           | Gettysburg Campaign          | 1863年        |
| 布里斯托戰役         | Bristoe Campaign             | 1863年        |
| 雷奔之役             | Battle of Mine Run           | 1863年        |
| 陸路戰爭             | Overland Campaign            | 1864年        |
| 里奇蒙－彼得斯堡之役 | Richmond-Petersburg Campaign | 1864年—1865年 |
| 阿波麥托克斯之役     | Appomattox Campaign          | 1865年        |